# Sundew Trail
Le Sundew Trail est un sentier de randonnée américain dans le comté de Tyler, au Texas. Entièrement située au sein de la réserve nationale de Big Thicket, il est constitué de deux boucles, la plus petite étant une promenade en planches.